# Arthur Lipsett
Arthur Lipsett (13 de mayo de 1936 – 1 de mayo de 1986) fue un director canadiense de vanguardia conocido por la creación de tanto largometrajes como cortometrajes relacionados con el cine collage.

## Vida y carrera
Lipsett, procedente de una familia judía, nació en Montreal, Canadá, y tuvo una infancia realmente comlicada. A los 10 años de edad, vio a su madre suicidarse, un hecho que le provocó un trauma y que inevitablemente se relaciona con su propio suicidio. Posteriormente, su padre decidió casarse de nuevo sin consultarselo a Arthur y Marian, sus dos hijos. A pesar de su difícil pasado, Lipsett pudo estudiar en la École des pretendents-arts de Montréal, donde conoció a Arthur Lismer, quien vio mucho potencial en él y sería su futuro mentor. Lismer lo recomendaría a National Film Board of Canada (NFB) y en 1958 y con tan solo 22 años, Lipsett pasaría a trabajar como editor y montador en el NFB.
Su gran pasión era el sonido, un aspecto considerado unánimemente de gran importancia en su obra cinematográfica. Lipsett se dedicaba a recoger piezas de sonido de varias fuentes y formatos y los juntaba para poder crear la sensación sonora tan característica de sus cortos. Después de mostrar estas creaciones a algunos de sus amigos, estos le sugirieron que hiciera de aquello una obra cinematográfica combinando ese sonido con imágenes y formando. El resultado, ensalzado por sus habilidades de montaje, fue un cine con un carácter relacionado con el cine collage.
Very Nice, Very Nice fue la primera obra que realizó. Se trata de su producción más conocida, un corto de 7 minutos de duración que en 1962 fue nominado a los premios Oscar en la categoría de Best Short Subject. A pesar de no haber ganado el premio, fue la película que posibilitó la entrada de Lipsett en el panorama cinematográfico. Este fue el detonante de que empezara a recibir el elogio de un número considerable de grandes críticos y directores, entre ellos, dos figuras tan importantes como son Stanley Kubrick y George Lucas.
En 1965, Lipsett completó su corto A Trip Down Memory Lane, una obra creada a partir de material de archivo. El corto fue concebido con la idea que fuera un tipo de cápsula temporal cinematográfica.

## Muerte
El éxito de Lipsett le proporcionó un poco de libertad dentro de la institución del NFB, pero, a medida que pasaba el tiempo, sus nuevas películas se consideraron más y más extrañas hasta el punto que esta libertad desapareció. Durante sus últimos años se vio condicionado por una serie de problemas psicológicos que pusieron fin a la vida de Lipsett suicidandose en 1986, dos semanas antes de su 50 cumpleaños.

## Influencia sobre Stanley Kubrick
Cuando Stanley Kubrick vio la película Very Nice, Very Nice decidió contactar con Lipsett. Le mandó una carta donde escribía que su película era "los usos de la imagen y banda sonora más imaginativos y brillantes que había visto nunca".
Stanley Kubrick también le pidió que hiciese el tráiler para su próxima película, Doctor Strangelove. Lipsett rechazó la oferta, de forma que Kubrick acabó dirigiendo el tráiler él mismo. Aun así, la gran influencia de Lipsett en el resultado final del tráiler es claramente notable .

## Influencia sobre George Lucas
La meticulosidad de Lipsett a la hora de editar y su característica manera de combinar el contenido sonoro con el montaje visual fue el aspecto que lo convirtió en uno de sus grandes referentes. Su película 21-87 ejerció una profunda influencia sobre George Lucas, quién declaró que era "La clase de película que quería hacer — una película abstracta y fuera de lo común" George Lucas pudo introducir varios aspectos temáticos de 21–87 en algunas de sus películas. Entre ellas, THX 1138, la saga de La guerra de las galaxias y American Graffiti. 
A pesar de que Lucas y Lipsett nunca se llegaran a conocer, George Lucas confesó que hay muchas referencias de 21-87 en La guerra de las galaxias y que el uso del término "The Force" era "un eco de aquella frase que aparecía en 21-87". Una referencia clara, por ejemplo, es la celda de la Princesa Leia que aparece en Star Wars: Episodio IV - Una nueva esperanza, puesto que su número es 2187. También aparece este número en Star Wars: Episodio VII - El despertar de la Fuerza, donde la referencia es aún más notable y cuenta con la aparición de un personaje llamado FN-2187.

## Documentales sobre Lipsett
Lipsett ha sido protagonista de tres películas documentales. La primera, Remembering Arthur, documental producido por Public Pictures con colaboración del NFB, Bravo! y TVOntario estrenada en 2006. En segundo lugar, The Arthur Lipsett Project: A Dot on the Histomap, un documental de 2007, también del NFB y dirigido por Eric Gaucher.  Por último en 2010 el NFB produjo el corto animado documental llamado Lipsett Diaries, dirigido por Theodore Ushev y escrito por Chris Robinson.
Amelia Does, publicó la biografía de Lipsett con el título de Do Not Look Away: The Life of Arthur Lipsett. También es colaboradora de una antología de ensayos sobre las películas de Lipsett.

## Legado
En el año 2014, Prism Prize bautizó un de sus premios como Arthur Lipsett Award. Se trata de un premio que se entrega a videoclips musicales canadienses considerados innovadores e influyentes. Este honor se debe al hecho que el uso de la imagen y el sonido en la obra de Lipsett es considerado precursora de las técnicas de edición y montaje en el vídeoclips de música modernos.